# Vague de froid de l'hiver 1954 en France

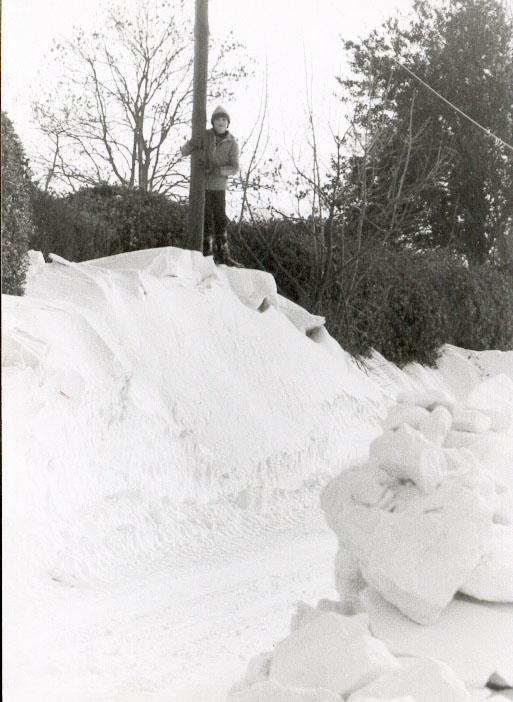
Congère en hiver 1954.

Lors de la première semaine de l'année 1954, une première vague de froid accompagnée de chutes de neige s'abat sur le nord et le nord-est de la France. Les températures descendent en dessous de −10 °C ; on relèvera −16 °C à Strasbourg, −18 °C à Nancy et même −30 °C à Wissembourg.
Fin janvier, début février, c'est une seconde vague de froid qui concerne cette fois toute la France. Les principaux cours d’eau gèlent et, à Dunkerque, une banquise se forme. On enregistre jusqu'à −25 °C à Luxeuil-les-Bains, −21 °C à Mulhouse, −13 °C à Paris. Le 5 et le 6 février, une tempête de neige s'abat sur le Languedoc-Roussillon à l'extrême sud de la France ; en deux jours, il tombe 85 cm de neige à Perpignan, 40 cm à Carcassonne et 30 cm à Montpellier.
La rigueur extrême des températures amènera l'abbé Pierre à pousser à la radio son fameux cri d'alarme, connu sous le nom d'appel de 1954. Cet appel provoquera un afflux massif de dons et fera connaître aux Français le Mouvement Emmaüs, créé en 1949, alors en plein développement.